# Rocco Rosito
Rocco Rosito (Paulo Afonso, 23 de janeiro de 1976) é um atirador esportivo brasileiro.
Integrou a delegação nacional que disputou os Jogos Pan-Americanos de 2011 em Guadalajara, no México.